# Подсолнух (галактика)
M 63 (Messier 63, Мессье 63, NGC 5055, Галактика Подсолнух) — галактика в созвездии Гончие Псы.
Этот объект входит в число перечисленных в оригинальной редакции «Нового общего каталога».

## Наблюдения

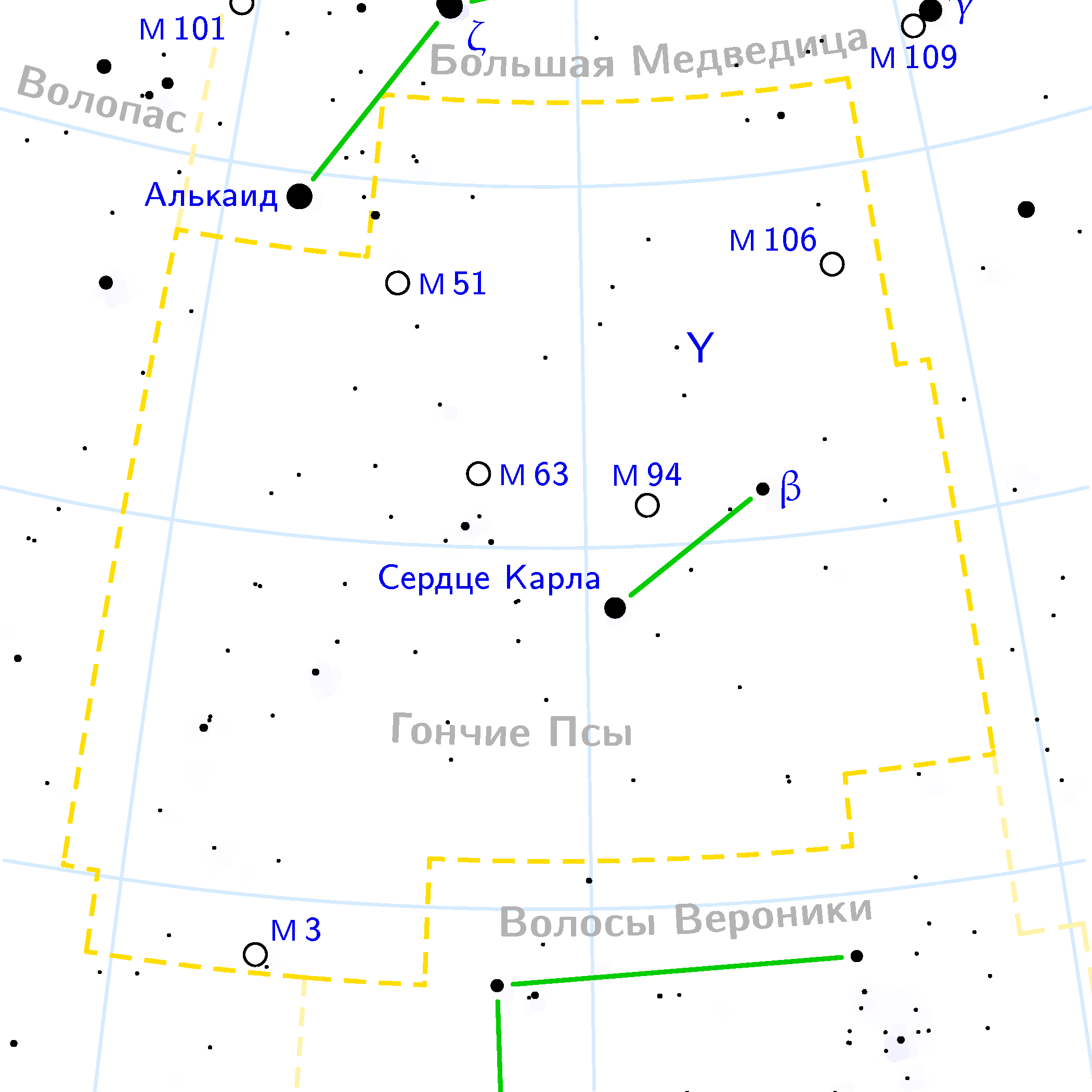
M 63 в созвездии Гончих Псов

Спиральную галактику M 63 можно заметить в бинокль или искатель телескопа на линии от α Гончих Псов к η Большой Медведицы (крайняя звезда ручки «Ковша») примерно на 1/3 расстояния между звёздами. Точнее будет использовать в качестве ориентира компактную группу звёзд вокруг 20 CVn (4.7m) — галактика расположена в полутора градусах севернее. Наилучшее время для наблюдений с конца зимы и до середины лета. В бинокль галактика видна на пределе проницания в виде смутного чуть вытянутого пятнышка.
В любительский телескоп апертурой 200—300 мм эта галактика представляется довольно ярким эллипсом с чётко выделяемым почти звездообразным ядром и довольно обширным слабо светящимся гало. Боковое зрение помогает заметить неоднородность (клочковатость) в распределении яркости как ядра, так и гало, но собственно характерный спиральный рисунок в этой галактике визуально практически не угадывается даже и в более апертурные телескопы.
На западный край гало проецируется довольно яркая звезда (9m) переднего плана.
В галактике вспыхнула сверхновая SN 1971I. Её пиковая видимая звёздная величина составила 11,5.

### Соседи по небу из каталога Мессье
- M 51 — (на северо-северо-восток по направлению к 24 CVn) «Водоворот» знаменитая спиральная галактика со спутником и ясно видимыми ветвями;
- M 94 — (на запад в направлении β CVn) ещё одна спиральная галактика, она видна почти плашмя, спирали не различимы;
- M 106 — (на северо-запад) довольно яркая и интересная спиральная галактика с перемычкой;
- M 3 — (на юго-юго-восток) замечательное шаровое скопление.